# Pic River
Der Pic River ist ein etwa 188 km langer Zufluss des Oberen Sees (Lake Superior) im Thunder Bay District der kanadischen Provinz Ontario.

## Flusslauf
Der Pic River hat seinen Ursprung im McKay Lake. An dessen Ausfluss liegt der McKay Lake Dam. Er fließt in überwiegend südlicher Richtung. Dabei passiert er die Bigrock Rapids, den Sagiwatan Lake, Deadman Rapids und Waboosekon Lake und den Waboosekon Lake Dam. Bei Flusskilometer 123 trifft der White Otter River von Nordosten kommend auf den Pic River. Bei Flusskilometer 98 mündet der Kagiano River rechtsseitig in den Pic River. Bei Flusskilometer 15 kreuzt der Ontario Highway 17 den Flusslauf. 4 km oberhalb der Mündung trifft noch der Black River von links auf den Pic River. An der Mündung des Pic River in den Oberen See befindet sich die Siedlung der Ojibways of the Pic River First Nation.

## Hydrologie
25 Kilometer oberhalb der Mündung befindet sich ein Abflusspegel. Der mittlere Abfluss (MQ) beträgt an dieser Stelle 49,5 m³/s. Im Mai führt der Fluss gewöhnlich die größten Wassermengen. Der mittlere monatliche Abfluss liegt im Mai bei 157 m³/s.

## Einzugsgebiet
Der Pic River entwässert ein Areal von etwa 6430 km². Weiter östlich verläuft der White River, weiter westlich der Little Pic River. Im Norden grenzt das Einzugsgebiet des Pic River an das des Kenogami River, dessen Wasser zur Hudson Bay fließt.

## Wasserkraft
An den beiden Standorten High Falls und Manitou Falls ist der Bau eines Wasserkraftwerks geplant. Am Kagiano River ist seit dem Jahr 2000 das 4,9 MW-Kraftwerk Twin Falls in Betrieb. Am Black River befindet sich unweit der Mündung das 1992 errichtete Wasserkraftwerk Wawatay mit einer installierten Leistung von 13,5 MW.